# Мейлан, Раймон
Раймон Мейлан (фр. Raymond Meylan; род. 22 сентября 1924, Оне, кантон Женева) — швейцарский флейтист и музыковед.
Начинал заниматься музыкой в Институте Жака-Далькроза, окончил Женевскую консерваторию (1943), класс Марселя Моиза, затем учился у него же в Париже.
С 1944 по 1989 гг. выступал в составе различных камерных оркестров Швейцарии и Италии. В 1963 г. вместе с Мишелем Пиге стоял у истоков цюрихского ансамбля старинной музыки «Ричеркар», в составе которого участвовал в записях произведений Гильома де Машо, Гильома Дюфаи и др. Кроме того, записал Концерт для флейты с оркестром Карла Райнеке (с оркестром Венской государственной оперы), Рапсодию для флейты с оркестром Бернара Рейшеля (с оркестром Лозаннской консерватории под управлением сына композитора) и др.
Как музыковед является преимущественно специалистом по редким произведениям для духовых инструментов, принадлежащим итальянским авторам. Реконструировал на основе черновиков композитора Концертино для кларнета с оркестром Гаэтано Доницетти. Впервые (1969) опубликовал по автографу Концерт для гобоя с оркестром Виченцо Беллини. Редактировал также издания Концерта для флейты Джованни Баттиста Перголези, сонат и камерных симфоний Алессандро Скарлатти. Переложил для флейты и фортепиано концерты Иоганна Христиана Баха, оркестровал Фантазию на темы оперы «Кармен» Франсуа Борна. В 1969—1977 гг. преподавал в Цюрихском университете, одновременно руководил университетским оркестром.
Автор книги «Флейта. Основные пути её развития от предыстории до наших дней» (фр. La Flûte. Les grandes lignes de son développement de la préhistoire à nos jours; 1974, переиздания 1981, 1990; немецкий перевод 1974, расширенное издание 2000; итальянский перевод 1980; английский перевод 1988). Написал также монографию «Загадка музыки бас-дансов XV века» (фр. L'énigme de la musique des basses danses du quinzième siècle; 1968). Занимался также розысками музыкальной библиотеки Ганса Георга Негели, принимал участие в работе над собранием сочинений Теобальда Бёма.
В 1999—2003 гг. входил в жюри Международного конкурса флейтистов имени Доменико Чимарозы в городе Аверса (Италия); решающим для своего музыкального развития называет сотрудничество с Мейланом художественный руководитель конкурса Фабио ди Лелла.
Руководитель Ассоциации Рафаэле Д’Алессандро, публикатор значительной части его сочинений.